# Отахуху
Отахуху (англ. Ōtāhuhu) — пригород Окленда, Новая Зеландия.
Расположен в 13 км к юго-востоку от центрального делового района, на узком перешейке между рукавом гавани Манукау на западе и устьем реки Тамаки на востоке. Оклендский перешеек является самым узким участком суши между полуостровом Северный Окленд и остальной частью Северного острова, его ширина составляет всего около 1200 метров (3900 футов) в самом узком месте, между ручьем Отахуху и заливом Мангере. Как самый южный пригород бывшего Окленд-Сити, он считается частью Южного Окленда.
По переписи 2013 года в районе проживало 13 524 человека. Этническая принадлежность жителей составляла 20,4 % европейцев / пакеха, 15,3 % маори, 47,9 % тихоокеанских народов, 28,8 % азиатов и 1,7 % других этнических групп (итоговая сумма составляет более 100 %, поскольку в опросе разрешалось идентифицировать себя с несколькими этническими группами).
В Отахуху открыты несколько школ
Через Отахуху проходят важные транспортные пути в Окленд как для автомобильного, так и для железнодорожного транспорта, включая совмещённую автобусную развязку и железнодорожную станцию Отахуху. В Окленде организуется всё более взаимосвязанная сеть местных транспортных услуг, назначены частые автобусные и железнодорожные рейсы.
Отахуху является синонимом промышленного центра, и вместе с соседними пригородами Фавона, Восточный Мангере, Маунт-Веллингтон, Пенроуз и Вестфилд входит в зону промышленного конгломерата, которая охватывает большую часть залива Мангере. Отахуху соединяет Центральный и Южный Окленд и является местом проживания для значительной части населения тихоокеанских островов.
В Отахуху базируются футбольный клуб и команда по регби «Отахуху Леопардс».

## История
Через Отахуху проходит древняя дорога Portage Road, по которой маори до европейской колонизации осуществляли перевозки на своих каноэ между гаванями Манукау и Вайтемата.
Название пригорода образовано от названия на языке маори вулканического конуса, известного как Отахуху / Гора Ричмонд. Название относится к «месту Тахуху» — одноименному предку Тахуху-нуи-а-Ранги Нгаи Тахуху. Его потомки стали Нгаи Тахуху иви. Дорога Portage Road, которая проходит между гаванью Манукау и ручьем Отахуху, изначально была переправой между гаванями Манукау и Вайтемата, известной как Те Тоангакиотахуху или Те То Вака. Этот транспорт традиционно ассоциируется с местом перевозок между рекой Тамаки и гаванью Манукау. В начале 1800-х волок использовался Нгапухи во время мушкетных войн для нападения на племена Тайнуи в Уаикато.
Отахуху был основан в 1847 году как военное поселение, где солдатам давали землю с подразумеваемым пониманием того, что в военное время они будут собраны в подразделения для защиты (однако в возможных боевых действиях десять лет спустя вместо них использовались регулярные войска). Однако самые ранние строения того времени исчезли, например, каменный мост с ограждениями, который был разобраны пии расширении Великой Южной дороги. К 1870-м годам Отахуху стал крупнейшим сельскохозяйственным городом в провинции Окленд, чему способствовала торговля пшеницей и другими сельскохозяйственными продуктами в город Окленд, торгующий вдоль реки Тамаки. В декабре 1873 года открылась Южная линия, соединившая городок Окленд с Пенроузом. Через полтора года, 20 мая 1875 г., линия была продлена на юг и открыта железнодорожная станция Отахуху.
В Отахуху был открыт первый в стране супермаркет (28 июня 1958 года). В колледже Отахуху училось несколько известных личностей, в том числе чемпион по боксу в супертяжелом весе Дэвид Туа, бывший премьер-министр Дэвид Ланге и бывший мэр города Манукау сэр Барри Кертис.
29 октября 2016 года в рамках совместной инициативы Оклендского транспорта и Транспортного агентства Новой Зеландии в Отахуху была открыта новая автомобильно-железнодорожная развязка, стоимость сооружения составила 28 миллионов новозеландских долларов.
Как и в других пригородах Окленда в Отахуху было местное самоуправление, осуществляемое Городским советом Отахуху, который начал свою работу в 1912 году и объединился с Городским советом Окленда в 1985 году, а в ноябре 2010 года объединился в Совет Окленда.
Мэры Отахуху:
- Альфред Стерджес, 1912—1915 гг.
- Джеймс Аткинсон, 1915—1917 гг.
- Альфред Макдональд, 1917—1921 гг.
- Роберт Блэк Тодд, 1921—1929 гг.
- Хьюберт Томас Клементс, 1929—1935 гг.
- Чарльз Роберт Петри, 1935—1944 гг.
- Альберт Мердок, 1944—1950 гг.
- Джеймс Деас, 1950—1954 гг.
- Джон «Джек» Дэвид Мердок, 1954—1962 гг.
- Роберт Дж. Эшби, 1962—1965 гг.
- Обрей Тайер Бедингфилд, 1965—1970 гг.
- Клод Х. Д. Хэндисайдс, 1970—1977 гг.
- Найл Фредерик Берджесс, 1977—1985 гг.

## Известные жители
Родился Дэвид Рассел Лонги (1942—2005) — будущий 32-й премьер-министр Новой Зеландии (1984—1989).
Родилась Шелли Брайс (род. 1978) — новозеландская теннисистка и тренер.

## Достопримечательности
Giac Nhien Temple, вьетнамский буддийский храм.